# Anomalia dell'iridio

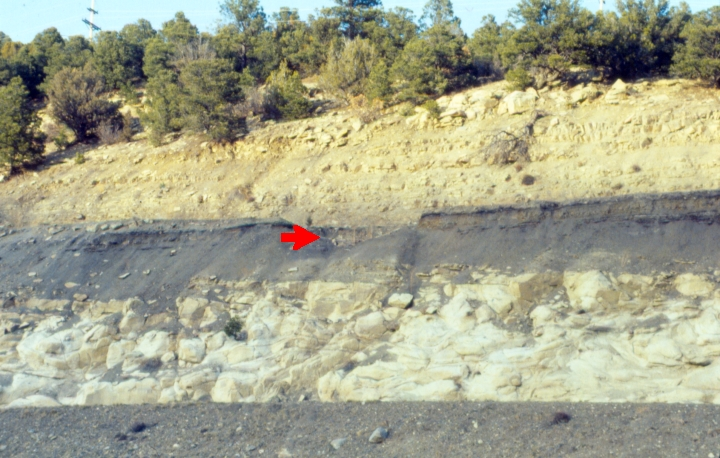
Limite K-T con evidente colorazione naturale differente tra i due strati.

Con anomalia dell'iridio ci si riferisce alla presenza di una concentrazione elevata dell'elemento iridio nello strato sedimentale del limite K-T. Si reputa che la causa di una tale concentrazione sia l'impatto di un asteroide con la Terra 65 milioni di anni fa, data in cui avvenne un'estinzione di massa dove morirono circa il 70% delle specie viventi.
La località tipo dell'anomalia è presso Raton.

## Descrizione
L'iridio è un metallo molto denso, circa 22,4 g/cm³, e durante la differenziazione planetaria si è concentrato per lo più nel nucleo terrestre abbandonando di fatto la crosta terrestre. L'iridio che si trova sulla crosta terrestre è arrivato dopo il raffreddamento della Terra, grazie alla caduta di meteoriti e micrometeoriti che contengono piccole quantità del metallo e si polverizzano impattando con l'atmosfera. Pertanto, la concentrazione sulla crosta terrestre è molto bassa, di solito inferiore a un atomo su 10 miliardi.
In uno strato geologico particolare, depositato tra il cretacico superiore e il cenozoico, la concentrazione raggiunge valori molto più elevati, tra 30 e 100 atomi su 10 miliardi, un valore del tutto anomalo rispetto agli altri strati e dovuto all'impatto di un asteroide di dimensioni ragguardevoli.

## Storia

### Origine del nome
Un'anomalia degli strati sedimentari fu per la prima volta riscontrata da Luis e Walter Álvarez a Gubbio, negli appennini italiani, dove uno strato di 1 cm totalmente privo di fossili marini (denominato successivamente limite K-T) separava due strati più spessi, quello inferiore molto abbondante di fossili e quello superiore con una concentrazione minore. In un primo momento gli studiosi si concentrarono sullo strato intermedio di un centimetro, come mai fosse così piccolo e quanto sarebbe potuto durare il periodo relativo a quello strato, se poche decine o poche migliaia di anni. Decisero di misurare la concentrazione di iridio perché è totalmente assente nelle strutture geologiche superficiali della Terra, se non per quelle poche particelle presenti nei micrometeoriti che cadono regolarmente sulla Terra. Ipotizzarono di trovare una concentrazione attesa di un atomo su dieci miliardi per un periodo equivalente di stratificazione di migliaia di anni; al di sotto di questo valore, il periodo associato a quello strato di un centimetro sarebbe stato di pochi anni. Con grande sorpresa il valore misurato risultò essere di ben 30 atomi di iridio su 10 miliardi di altre particelle, un valore non solo notevolmente più alto rispetto a quello previsto, ma addirittura più elevato della concentrazione di iridio di qualsiasi altro strato geologico della crosta terrestre. Da questa misurazione il fenomeno prese il nome di anomalia dell'iridio.

### Evoluzione delle ipotesi
Oltre a non trovare una risposta alla datazione, l'esperimento effettuato lasciò adito a nuove domande a cui trovare una risposta. Come prima cosa, vennero effettuati dei rilevamenti geologici in zone geografiche distanti. La misurazione della concentrazione di iridio in un simile strato trovato a Stevns Klint risultò essere ancora maggiore, ben 100 atomi su 10 miliardi. Si capì che il fenomeno era di scala globale e che ci fu un evento 65 milioni di anni fa che incrementò considerevolmente la presenza di iridio nell'atmosfera terrestre. In un primo momento, gli studi di Alvarez confluirono in un vicolo cieco quando l'ipotesi di un evento extraterrestre sembrava combaciare con un'ipotesi formulata 10 anni prima da alcuni astrofisici che attribuivano la causa dell'estinzione dei dinosauri all'esplosione di una supernova. Sebbene la concentrazione di iridio sembrasse coerente con questa ipotesi, nuove misurazioni su elementi pesanti nello strato incriminato, come il plutonio 244, escludevano una tale possibilità: l'assenza totale di plutonio nello strato confutava completamente l'ipotesi. Si pensò allora ad un altro evento extraterrestre, l'impatto di un gigantesco asteroide, che restò nella comunità scientifica l'ipotesi più accreditata.

### Conferme dell'impatto astronomico
Dal 1980 in poi, migliaia di scienziati di vario tipo si interessarono alla questione, paleontologi, archeologi, fisici, chimici, geologi, proponendo idee nuove e facendo misure che confermavano piano piano la teoria dell'impatto. Vennero trovati minerali di quarzo che evidenziavano uno shock termico in quella datazione e soprattutto venne identificato il cratere di Chicxulub come risultato dell'impatto dell'asteroide.